# Santi patroni cattolici delle etnie
Vari popoli cristiani hanno preso i santi come loro santi patroni etnici. Altri sono santi che sono generalmente identificati con una particolare comunità o gruppo etnico.
Vengono qui elencati dei santi considerati protettori particolari dai cattolici appartenenti ad alcuni popoli:

## Europa
- Andalusi: San Giovanni d'Avila.
- Austriaci: San Leopoldo il Buono,[1] San Giuseppe.
- Baschi: Sant'Ignazio di Loyola.[2]
- Bosniaci: Sant'Elia.[3]
- Bulgari: San Giovanni di Rila.
- Canari: Vergine della Candelaria,[4] San Pedro de San José de Betancur.[5]
- Catalani: San Giorgio.
- Cornici: San Pirano, San Petroc.
- Croati: San Giuseppe.[6]
- Cechi: San Venceslao.
- Danesi: San Canuto.
- Finlandesi: Sant'Enrico di Uppsala.
- Francesi: Santa Giovanna d'Arco;[7] San Dionigi di Parigi, San Martino di Tours.
- Fiamminghi: Santa Walpurga.
- Gaeli: San Columba de Iona.
- Galleghi: Giacomo il Maggiore.
- Gallesi: San Davide di Menevia.[8]
- Greci: San Nicola.[9]
- Inglesi: San Giorgio;[8] Nostra Signora di Walsingham; Edoardo il Confessore; Edoardo il Martire; Michele Arcangelo.
- Irlandesi: San Patrizio,[7] Santa Brigida d'Irlanda.
- Italiani: San Francesco d'Assisi e Santa Caterina da Siena.[10]
- Lituani: San Casimiro.
- Macedoni: San Clemente di Ocrida.
- Maltesi: San Paolo.
- Mannesi: San Magaldo.
- Monegaschi: Santa Devota.
- Norvegesi: Sant'Olaf.
- Olandesi: San Willibrord.
- Polacchi: San Stanislao Kostka.[7]
- Portoghesi: Sant'Antonio da Padova,[11] Nostra Signora di Fatima.
- Rom: Santa Sara,[12] Ceferino Giménez Malla.[13]
- Rumeni: Sant'Andrea.
- Russi: Sant'Andrea,[14] San Nicola.[15]
- Scozzesi: Sant'Andrea,[7] Santa Margherita di Scozia, San Columba de Iona.
- Serbi: San Sava,[16] Stefan Nemanja.[15]
- Siciliani: Sant'Agata, Santa Rosalía.
- Spagnoli: Giacomo il Maggiore.
- Svedesi: Santa Brigida.
- Tedeschi: l'Arcangelo Michele.
- Ucraini: Vladimir il Grande.[17]
- Ungheresi: Santo Stefano d'Ungheria.[18]
- Valloni: San Michele Arcangelo.[19]

## Africa
- Amharas: San Giorgio.
- Berberi: San Cipriano.[20][21]
- Copti: San Marco.[22]

## Asia
- Arabi: San Sergio e Baco.[23]
- Armeni: San Gregorio Illuminatore.[24]
- Assiri: Sant'Efrem il Siro,[25] San Mari,[26] Taddeo di Edessa.[26]
- Bicolani: Nostra Signora di Peñafrancia.
- Cinesi: San Giuseppe.[27]
- Sinofilippini: San Lorenzo Ruiz.
- Georgiani: San Giorgio.[28]
- Giapponesi: San Francesco Saverio.
- Goani: San Francesco Saverio.[29]
- Keraliti: San Tommaso Apostolo.[30]
- Libanesi Maroniti: San Marone,[3] San Giorgio,[1] Charbel Makhluf, Rafqa Pietra Choboq Ar-Rayès, Nimatullah Youssef Kassab Al-Hardini.[31]
- Kapampangan: Vergine dei Rimedi di Pampanga.
- Palestinesi: San Giorgio.[32]
- Panggasinan: Nostra Signora di Manaoag.[33]
- Persiani: Taddeo di Edessa, San Mari.[26]
- Siriani: San Giorgio.[34]
- Turchi: Giovanni Apostolo.[35]

## Americhe
- Argentini: Nostra Signora di Luján.
- Cileni: Nostra Signora del Monte Carmelo.
- Franco-canadesi: San Giovanni Battista.[36]
- Colombiani: San Pietro Claver.
- Cubani: Nostra Signora della Carità del Cobre.[37][38]
- Popoli indigeni delle Americhe: San Juan Diego.
- Messicani: Nostra Signora di Guadalupe.[39][40]
- Euro-americani: l'Immacolata Concezione.
- Afroamericani: San Benedetto il Moro.[41]

## Oceania
- Australiani: Maria Ausiliatrice, Santa Mary MacKillop[42]
- Nativi hawaiani: San Damiano de Veuster, Nostra Signora della Pace
- Neozelandesi: Maria Ausiliatrice
- Rapa Nui: Santa Maria di Rapa Nui